# Przewlekła choroba nerek
Przewlekła choroba nerek, PChN (łac. insufficientia renum chronica; ang. chronic kidney disease, CKD) – wieloobjawowy zespół chorobowy, który jest następstwem zmniejszenia się liczby czynnych nefronów wskutek procesu toczącego się w miąższu nerki. Według definicji KDIGO 2012 jest to utrzymująca się ponad 3 miesiące nieprawidłowość budowy lub czynności nerki mające znaczenie dla zdrowia. Szacuje się, że dotyka ona nawet 600 milionów ludzi na całym świecie, w tym około 4,3 mln w Polsce, można więc uznać, że jest to choroba cywilizacyjna.
Pojęcie PChN zostało wprowadzone w 2002 roku przez grupę amerykańskich nefrologów wchodzących w skład Kidney Disease Outcome Quality Initiative (NKF K/DOQI), a w 2005 zaakceptowane przez grono międzynarodowych specjalistów Kidney Disease Improving Global Outcome (KDIGO). Najnowsze wytyczne KDIGO dotyczące diagnostyki, monitorowania i leczenia PChN zostały opublikowane po 12 latach w 2024 roku.

## Rozpoznanie
Według definicji KDIGO 2024 PChN rozpoznaje się, gdy przez minimum 3 miesiące utrzymują się mające znaczenie dla zdrowia nieprawidłowości budowy lub czynności nerek. Przykładowe nieprawidłowości spełniające kryteria rozpoznania PChN zestawiono w tabeli poniżej.
| Kryterium                    | Rodzaj nieprawidłowości nerek                                                                                           | Przykłady |
| Nieprawidłowość strukturalna | nieprawidłowości histopatologiczne (potwierdzone w bioptacie nerki lub uzasadnione podejrzenie takich nieprawidłowości) | glomerulopatie, choroby naczyniowe, choroby cewkowo-śródmiąższowe |
| Nieprawidłowość strukturalna | nieprawidłowości budowy ujawnione w badaniach obrazowych                                                                | wielotorbielowatość nerek, dysplazja nerki, wodonercze w następstwie przeszkody w odpływie moczu, bliznowacenie kory nerek w następstwie zawałów, odmiedniczkowego zapalenia nerek lub odpływu pęcherzowo-moczowodowego, guzy nerek lub choroby naciekowe, zwężenie tętnicy nerkowej, nerki małe o zwiększonej echogeniczności |
| Nieprawidłowość czynnościowa | albuminuria | wydalanie albuminy z moczem ≥ 30 mg/dobę lub wskaźnik albumina/kreatynina ≥ 30 mg/g (≥ 3 mg/mmol) |
| Nieprawidłowość czynnościowa | nieprawidłowy osad moczu                                                                                                | izolowany krwinkomocz z obecnością dysmorficznych erytrocytów, wałeczki erytrocytowe, leukocytowe, tłuszczowe |
| Nieprawidłowość czynnościowa | nieprawidłowości w zakresie elektrolitów lub inne będące wynikiem zaburzeń czynności cewek nerkowych                    | nerkowe kwasice cewkowe, moczówka prosta nerkowa, nerkowa utrata potasu lub magnezu, zespół Fanconiego, cystynuria, białkomocz inny niż albuminuria |
| Nieprawidłowość czynnościowa | upośledzenie funkcji wydalniczej                                                                                        | wskaźnik filtracji kłębuszkowej (eGFR) < 60 ml/min/1,73 m2 |

Dodatkowym kryterium jest również stan po przeszczepieniu nerki, ponieważ w większości przypadków biopsja nerki przeszczepionej ujawnia nieprawidłowości, nawet jeśli GFR > 60 ml/min/1,73 m² i nie występuje albuminuria.

## Patogeneza
Przewlekła choroba nerek rozwija się w wyniku wrodzonych lub nabytych uszkodzeń nerek, prowadzących do zmniejszenia liczby czynnych nefronów. To powoduje nadciśnienie wewnątrzkłębuszkowe, przerost pozostałych nefronów, białkomocz oraz postępujące stwardnienie kłębuszków i włóknienie nerek. Jednym z mechanizmów adaptacyjnych we wczesnych etapach PChN jest hiperfiltracja, czyli zwiększenie przesączania kłębuszkowego w pozostałych czynnych nefronach. Hiperfiltracja początkowo kompensuje utratę nefronów, ale z czasem prowadzi do uszkodzenia kłębuszków i nasilenia progresji choroby. W miarę postępu PChN dochodzi do gromadzenia się toksyn mocznicowych, spadku produkcji erytropoetyny i wystąpienia niedokrwistości. Zaburzenia obejmują też niedobór witaminy D, hipokalcemię i wtórną nadczynność przytarczyc. Nerki stopniowo tracą zdolność regulacji objętości krwi, stężeń elektrolitów i pH. U >90% chorych ze znacznie upośledzoną czynnością wydalniczą nerek rozwija się nadciśnienie tętnicze.

## Stadia zaawansowania
W celu rozpoznania przewlekłej choroby nerek należy ustalić stopień utraty funkcji nerek poprzez ocenę zdolności wydalniczej wyrażonej przez GFR (stąd w mianownictwie litera G) oraz ocenić funkcję kłębuszków nerkowych poprzez albuminurię (stąd stosowanie kategorii A). Najczęstszą spotykaną metodą oceny wielkości GFR  jest eGFR wyliczany na podstawie stężenia kreatyniny lub cystatyny C w surowicy. Wielkość albuminurii można określić za pomocą wskaźnika albumina/kreatynina (ACR), uzyskanego w dowolnej próbce moczu, lub dobowej zbiórce moczu, w której mierzona jest utrata albuminy z moczem w ciągu 24 godzin.
Oba parametry stosowane są w przewlekłej chorobie nerek ze względu na ich charakter prognostyczny wystąpienia m.in. chorób sercowo-naczyniowych na przykład udaru mózgu, czy zawału serca, jak i zwiększonego ryzyka hospitalizacji.
| Kategorie GFR zaawansowania przewlekłej choroby nerek wg wytycznych KDIGO (Kidney Disease Improving Global Outcomes) 2024 | Kategorie GFR zaawansowania przewlekłej choroby nerek wg wytycznych KDIGO (Kidney Disease Improving Global Outcomes) 2024 | Kategorie GFR zaawansowania przewlekłej choroby nerek wg wytycznych KDIGO (Kidney Disease Improving Global Outcomes) 2024 |
| --- | --- | --- |
| Kategoria GFR | GFR (ml/min/1,73 m²) | Nazwa opisowa |
| G1 | ≥ 90 | prawidłowe lub zwiększone GFR                                                                                             |
| G2 | 60–89 | niewielkie zmniejszenie GFRa                                                                                              |
| G3a | 45–59 | zmniejszenie GFR niewielkie do umiarkowanego                                                                              |
| G3b | 30–44 | zmniejszenie GFR umiarkowane do ciężkiego                                                                                 |
| G4 | 15–29 | ciężkie zmniejszenie GFR                                                                                                  |
| G5 | < 15 | przewlekła niewydolność nerek                                                                                             |
| a w stosunku do wartości u młodych osób dorosłych                                                                         | | |

| Kategorie albuminurii przewlekłej choroby nerek wg wytycznych KDIGO 2024 | Kategorie albuminurii przewlekłej choroby nerek wg wytycznych KDIGO 2024 | Kategorie albuminurii przewlekłej choroby nerek wg wytycznych KDIGO 2024 | Kategorie albuminurii przewlekłej choroby nerek wg wytycznych KDIGO 2024 |
| ------------------------------------------------------------------------ | ------------------------------------------------------------------------ | ------------------------------------------------------------------------ | ------------------------------------------------------------------------ |
| Kategoria                                                                | Utrata albuminy z moczem (podczas dobowej zbiórki moczu)                 | Wskaźnik albumina/kreatynina w moczu (ACR)                               | Nazwa opisowa                                                            |
| A1                                                                       | < 30 mg/24h                                                              | < 30 mg/g (< 3 mg/mmol)                                                  | albuminuria nieobecna lub łagodna (normoalbuminuria)                     |
| A2                                                                       | 30–300 mg/24h                                                            | 30–300 mg/g (3–30 mg/mmol)                                               | albuminuria umiarkowanaa (dawniej: mikroalbuminuria)                     |
| A3                                                                       | > 300 mg/24h                                                             | > 300 mg/g (> 30 mg/mmol)                                                | albuminuria ciężka (dawniej: makroalbuminuria)                           |
| a w stosunku do młodych osób dorosłych                                   |                                                                          |                                                                          |                                                                          |

## Przewlekła choroba nerek (PChN), przewlekła niewydolność nerek (PNN) a schyłkowa niewydolność nerek
Przewlekła choroba nerek (PChN) jest pojęciem znacznie szerszym od przewlekłej niewydolności nerek (PNN). Zawiera ona zarówno stadia G1 i G2 (funkcja wydalnicza jest prawidłowa lub niewiele obniżona, natomiast obecne są inne wykładniki choroby nerek tj. zmiany w badaniach laboratoryjnych moczu lub zmiany w badaniach obrazowych), jak i stadia, w których obniżenie funkcji wydalniczej nerek rozumiane jest jako obniżenie GFR < 60ml/min/1,73 m²: G3, G4 i G5.
Przewlekła niewydolność nerek (PNN) jest pojęciem węższym, dotyczącym wyłącznie PChN w stadium G5 (obniżenie GFR < 15 ml/min/1,73 m² trwające co najmniej 3 miesiące). W przeszłości do określania PChN w stadium G5 stosowano nazwę „schyłkowa niewydolność nerek”. Aktualnie nazwa ta nie jest używana ze względu na stygmatyzację osób chorujących na PChN w stadium G5 oraz przesłanie sugerujące złe rokowanie.
Różnicowanie tych pojęć ma istotne znaczenie kliniczne, ponieważ każde z nich wymaga innego podejścia terapeutycznego. W PChN celem jest spowolnienie lub wstrzymanie postępu pogorszenia funkcji nerek poprzez stosowanie odpowiedniego leczenia i kontrolę chorób współistniejących, takich jak nadciśnienie tętnicze, cukrzyca. Osoby chorujące na PNN, oprócz leczenia farmakologicznego, mogą skorzystać z terapii nerkozastępczych poprawiających jakość i długość życia.

## Przyczyny
Przyczyny przewlekłej choroby nerek (PChN) można klasyfikować na podstawie obecności lub braku chorób systemowych oraz lokalizacji patologicznych zmian w nerkach. Jeżeli proces chorobowy rozpoczyna się i ogranicza wyłącznie do nerek, przyczynę PChN określa się jako pierwotną. Wtórne przyczyny odnoszą się do chorób ogólnoustrojowych, w których nerki są jednym z narządów dotkniętych procesem chorobowym.
Ze względu na lokalizację zmian patologicznych w nerkach przyczyny PChN dzieli się na:
1. Przyczyny kłębuszkowe (glomerulopatie):
  - pierwotne – m.in. pierwotna nefropatia IgA, choroba zmian minimalnych
  - wtórne – m.in. cukrzyca, choroby autoimmunologiczne (np. toczeń rumieniowaty układowy), leki (np. niesteroidowe leki przeciwzapalne)
2. Przyczyny cewkowo-śródmiąższowe:
  - pierwotne – m.in. powikłanie zakażenia układu moczowego, zablokowanie odpływu moczu
  - wtórne – m.in. sarkoidoza, toksyny środowiskowe, leki, zespół lizy guza
3. Przyczyny naczyniowe:
  - pierwotne – m.in. dysplazja włóknisto-mięśniowa
  - wtórne – m.in. miażdżyca, nadciśnienie tętnicze, układowe zapalenia naczyń, mikroangiopatie zakrzepowe

Poza tym PChN może mieć podłoże genetyczne; proces może być ograniczony do nerek (np. torbielowatość rdzenia nerek) lub ogólnoustrojowy (np. postać autosomalnie dominująca wielotorbielowatości nerek, zespół Alporta).
Rozpowszechnienie przyczyn PChN jest zależne od regionu zamieszkania i wieku analizowanej populacji.
- Wśród młodych dzieci (1–4 r.ż.) głównym powodem rozpoznania PChN są wady nerek i układu moczowego (ang. congenital abnormalities of kidney and urinary tract (CAKUT)) prowadzące do refluksu pęcherzowo-moczowodowego[21] oraz choroby genetyczne jak wielotorbielowatość nerek i zespół Alporta[22].
- Wśród dzieci w wieku 5–14 lat najczęstszymi przyczynami rozpoznania PChN są wady układu moczowego, choroby genetyczne oraz kłębuszkowe zapalenia nerek[22].
- Wśród  populacji pediatrycznej w przedziale wiekowym 15–18 lat PChN rozwija się głównie w przebiegu chorób takich jak kłębuszkowe zapalenia nerek[23].
- U osób dorosłych w krajach rozwiniętych głównym czynnikiem ryzyka rozwoju PChN jest cukrzyca oraz nadciśnienie tętnicze, natomiast w krajach rozwijających się główną przyczyną PChN są kłębuszkowe zapalenie nerek, infekcje oraz PChN o nieznanej etiologii, prawdopodobnie związana z obecnością toksyn środowiskowych[23][24].

## Objawy
Objawy PChN zależne są od stadium zaawansowania choroby i nakładających się objawów choroby podstawowej, w większości przypadków początkowe stadia przebiegają bezobjawowo. Chorzy na PChN częściej zgłaszają ból kości/stawów, zmęczenie, problemy z pamięcią, skurcze mięśni, swędzenie, zespół niespokojnych nóg, osłabienie mięśni, zaparcie, duszność, niepokój, depresję, zmniejszony apetyt, biegunkę i ból brzucha. Wśród objawów mogących występować w różnych stadiach PChN wymienia się poniższe.
1. Objawy ogólne:
  - osłabienie
  - męczliwość
  - hipotermia
  - utrata łaknienia
  - obniżona odporność
2. Objawy skórne[26]:
  - bladość
  - suchość
  - barwa ziemistobrunatna
  - przedłużone krwawienie
  - świąd
  - "szron mocznicowy" – wytrącanie się kryształów mocznika na skórze
3. Zaburzenia w układzie krążenia:
  - nadciśnienie tętnicze
  - przerost lewej komory
  - niewydolność serca
  - zaburzenia rytmu
  - zwapnienie naczyń
  - mocznicowe zapalenie osierdzia
4. Zaburzenia w układzie oddechowym
  - oddech kwasiczy (oddech Kussmaula)
  - mocznicowe zapalenie opłucnej
  - przekrwienie i obrzęk płuc
5. Zaburzenia w układzie pokarmowym:
  - zapalenie błony śluzowej żołądka i jelit
  - wrzód żołądka lub dwunastnicy
  - krwawienie z przewodu pokarmowego
  - mocznicowy zapach z ust
  - nudności
  - wymioty
  - ostre zapalenie trzustki
6. Zaburzenia czynności układu nerwowego i mięśni:
  - depresja
  - upośledzenie koncentracji
  - upośledzenie pamięci
  - ból głowy
  - nadmierna senność
  - bezsenność
  - zaburzenia zachowania
  - drgawki
  - zespół niespokojnych nóg
  - zanik głębokich odruchów ścięgnistych
  - osłabienie mięśni
  - drżenie grubofaliste
  - kurcze pęczków mięśniowych
  - przewlekła czkawka
  - porażenie nerwu strzałkowego
  - porażenie czterokończynowe
7. Zaburzenia czynności układu rozrodczego:
  - zaburzenia miesiączkowania
  - wtórny brak miesiączki
  - niepłodność
  - zaburzenie czynności seksualnych
8. Zespół zaburzeń kostnych i mineralnych:
  - nieprawidłowy metabolizm wapnia
  - nieprawidłowy metabolizm fosforu
  - zaburzenia wydzielania PTH
  - osteodystrofia nerkowa
9. Zaburzenia gospodarki wodno-elektrolitowej i równowagi kwasowo-zasadowej[27]
  - hiperkaliemia
  - hiperfosfatemia
  - hipokalcemia
  - kwasica metaboliczna
  - zaburzenia gospodarki sodowej

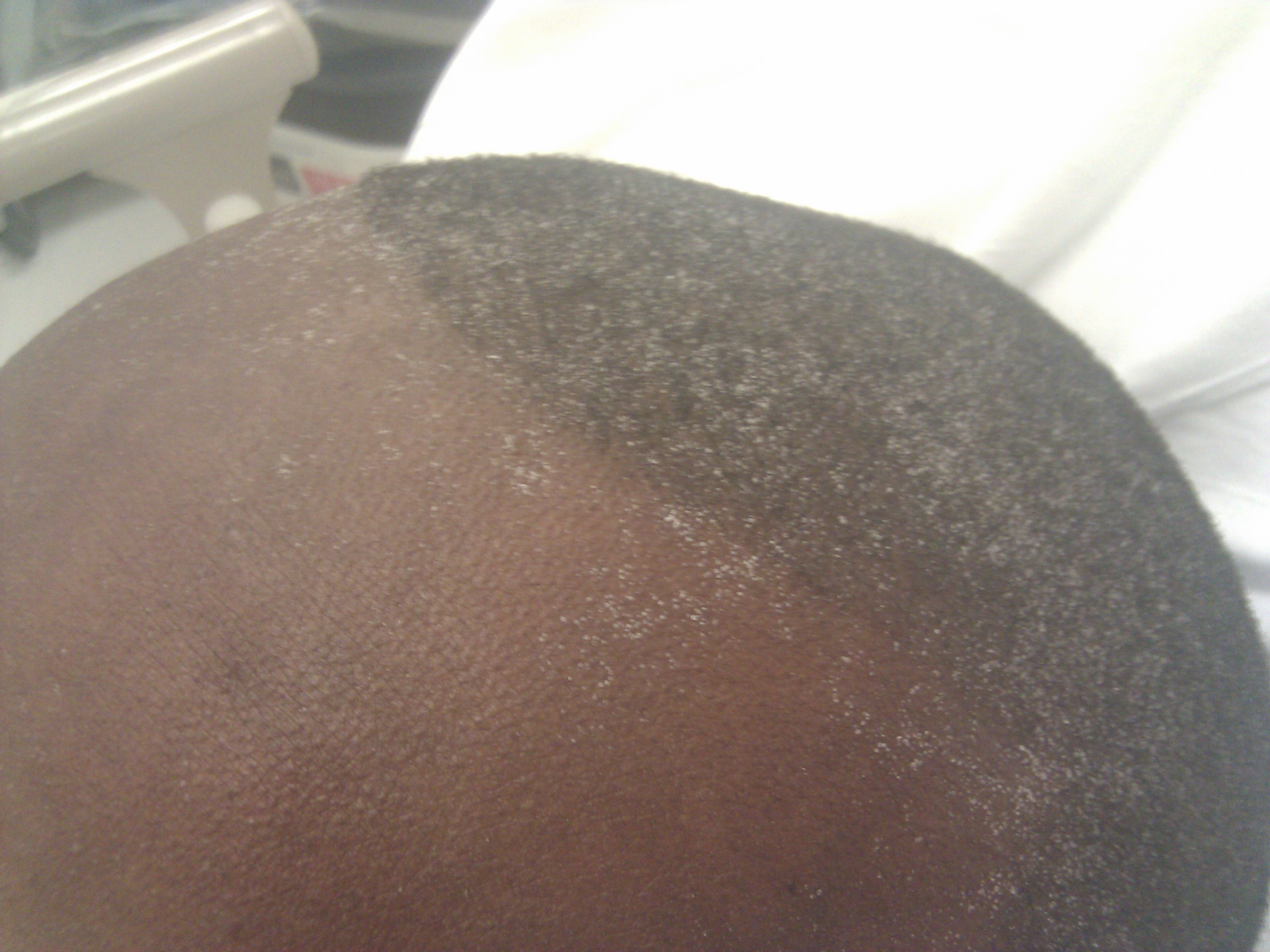
Szron mocznicowy w obszarze czoła i skalpu

Chory, u którego nie podjęto działań leczniczych, stopniowo zapada w głęboką śpiączkę wskutek działania substancji toksycznych na mózg. Oddech staje się wolny i głęboki.

## Powikłania
- nadciśnienie tętnicze, choroby układu krążenia – głównie spowodowane zaburzeniem w układzie RAA
- niedokrwistość – spowodowana zaburzonym wytwarzaniem erytropoetyny
- niedożywienie białkowo-kaloryczne – spowodowane białkomoczem
- zaburzenia gospodarki wapniowo-fosforanowej – spowodowane zaburzoną hydroksylacją witaminy D do kalcytriolu
  - hipokalcemia
  - hiperfosfatemia
  - osteodystrofia nerkowa

## Leczenie
Na leczenie osób z PChN składa się leczenie przyczynowe PChN, hamowanie postępu PChN (tzw. nefroprotekcja) oraz zapobieganie i leczenie powikłań PChN.
Leczenie przyczynowe jest możliwe jedynie u osób ze znaną przyczyną PChN. U osób z kłębuszkowymi zapaleniami nerek może obejmować farmakologiczne leczenie immunosupresyjne lub plazmaferezę. W przypadku części nefropatii wtórnych do zakażeń wirusowych (HIV, HCV, HBV) istnieje możliwość leczenia przeciwwirusowego. U osób z nefropatią w przebiegu choroby Fabry'ego leczenie przyczynowe polega na stosowaniu enzymatycznej terapii zastępczej lub podawaniu farmakologicznego szaperona.
W celu hamowania postępu PChN zaleca się zmiany stylu życia oraz stosowanie u wybranych pacjentów tzw. leków nefroprotekcyjnych. Wśród rekomendowanych interwencji niefarmakologicznych wymienia się:
- zaprzestanie palenia tytoniu;
- podejmowanie aktywności fizycznej o umiarkowanej intensywności przez minimum 150 minut tygodniowo (czas i intensywność może ulec zmianie u osób z chorobami sercowo-naczyniowymi, zespołem kruchości i dzieci);
- dążenie do prawidłowej masy ciała;
- stosowanie zróżnicowanej diety z przewagą produktów roślinnego pochodzenia (kosztem produktów odzwierzęcych), unikanie żywności wysokoprzetworzonej, u dorosłych spożycie białka w ilości 0,6-0,8 g/kg należnej masy ciała/dobę[33] (unikanie spożywania powyżej 1,3 g/kg; niższa podaż białka wymaga zastosowania suplementacji ketoanalogami aminokwasów), spożycie sodu w ilości poniżej 2 g/dobę (< 5 g chlorku sodu; wyjątkiem są osoby z nefropatiami przebiegającymi z utratą sodu oraz dzieci).

Do leków, które mogą zwalniać progresję PChN (tj. nefroprotekcyjnych), należą inhibitory konwertazy angiotensyny, antagonisty receptora angiotensyny II, inhibitory kotransportera 2 glukozy zależnego od jonów sodowych (inhibitory SGLT-2, tzw. flozyny) oraz niesteroidowe antagonisty receptora mineralokortykoidowego (finerenon). Zaleca się również unikanie leków nefrotoksycznych.
Zapobieganie i leczenie powikłań PChN obejmuje dobrą kontrolę ciśnienia tętniczego i glikemii, stosowanie szczepień ochronnych, leczenie niedokrwistości (możliwość stosowania czynników stymulujących erytropoezę), leczenie zaburzeń jonowych (m.in. hiperkaliemii), leczenie hipolipemizujące oraz leczenie migotania przedsionków.
Dodatkowo zaburzenie funkcji filtracyjnej nerek występujące w PChN skutkuje obniżeniem klirensu leków wydalanych z moczem. Zgodnie z wytycznymi KDIGO 2024 klirens leków koreluje lepiej z eGFR nieprzeliczanym na powierzchnię ciała niż powszechnie wyliczanym eGFR na 1,73 m2.
W późniejszej fazie choroby (stadium G5) stosuje się leczenie nerkozastępcze, które pozwala na częściowe zastąpienie czynności uszkodzonych nerek. Zalicza się do niego metody dializacyjne (m.in. hemodializa i dializa otrzewnowa) oraz zabieg przeszczepienia nerki. U części osób w PChN w stadium G5 można stosować leczenie zachowawcze.

## Koszty i świadomość społeczna
Leczenie PChN stanowi ogólnoświatowe wyzwanie ekonomiczne, głównie za sprawą znacznych kosztów terapii nerkozastępczej, przy stosunkowo niewielkiej populacji osób jej potrzebujących. Przykładowo, w Polsce w 2018 roku na leczenie 31 tysięcy osób przeznaczono ponad 2 mld złotych. W skali świata, w 2012 około 5% globalnego budżetu na ochronę zdrowia zostało przeznaczone na terapię mniej niż 1% populacji.
Problem ten jest pogłębiony przez niezdolność wielu osób do kontynuacji bądź podjęcia aktywności zawodowej. Według raportu „Ogólnopolskie Badanie Pacjentów Nefrologicznych” z 2019 roku około połowa wszystkich ankietowanych z PChN utrzymywała się z renty lub zasiłku, przy czym aktywność zawodową (w pełnym lub ograniczonym zakresie) podejmowało 28% osób z PChN w stadium G3a, a jedynie 10,6% osób dializowanych (stadium G5D).
Pomimo stosunkowo dużego współczynnika chorobowości, świadomość społeczna na temat chorób nerek oraz stanów do nich prowadzących jest bardzo niewielka. CDC donosi, że 1 na 7 Amerykanów może chorować na PChN, lecz 90% z nich nie zdaje sobie z tego sprawy. W celu przeciwdziałania temu zjawisku powstają różnorodne inicjatywy, takie jak m.in. Światowy Dzień Nerek, obchodzony od 2006 co roku, w drugi czwartek marca.